# 蚕都
蚕都（さんと）は、近代日本の主力産業であった養蚕業が盛んにおこなわれ、なおかつそのように呼ばれていた地域である。

## かつて蚕都と呼ばれた地域と養蚕文化
蚕都と呼ばれる地域は日本各地に複数存在する。

### 福島県伊達市
江戸時代初期、現在の福島県伊達市を含む一帯の地域ではクワの栽培、そして養蚕業が奨励され、東北地方の蚕都として栄える。
1773年（安永2年）に、幕府より「蚕種本場」の称号が許され、蚕種（カイコの卵）の販路が拡大した。蚕種の販売に携わる「たね屋」は高い専門性を誇り、自ら各地の販売先であるたね場へ出向き、飼育法の伝授と共に蚕種を販売した。阿武隈川がもたらす肥沃な用土、水はけのよい砂土が桑木の栽培に好適地であったことで養蚕や製糸が伊達地域へ広がり、蚕都と呼ぶにふさわしい地域になったという。
伊達には大きなたね屋で400戸、小さなものを含めると3000あったとされる。繭を作る家はそれの何倍もあったとすると、大工や紙すきなど、養蚕から派生する産業が発達した街ともいえるという。
また、保原の遠藤善五郎が売り出す蚕種に同名の「蚕都」があり、非常に優れた逸品だったとされている。伊達の蚕種は日本一の品質とされ、全国の養蚕家、蚕種家はこぞって伊達の蚕種を買い求めたという。

### 長野県上田市
蚕都上田と称される。

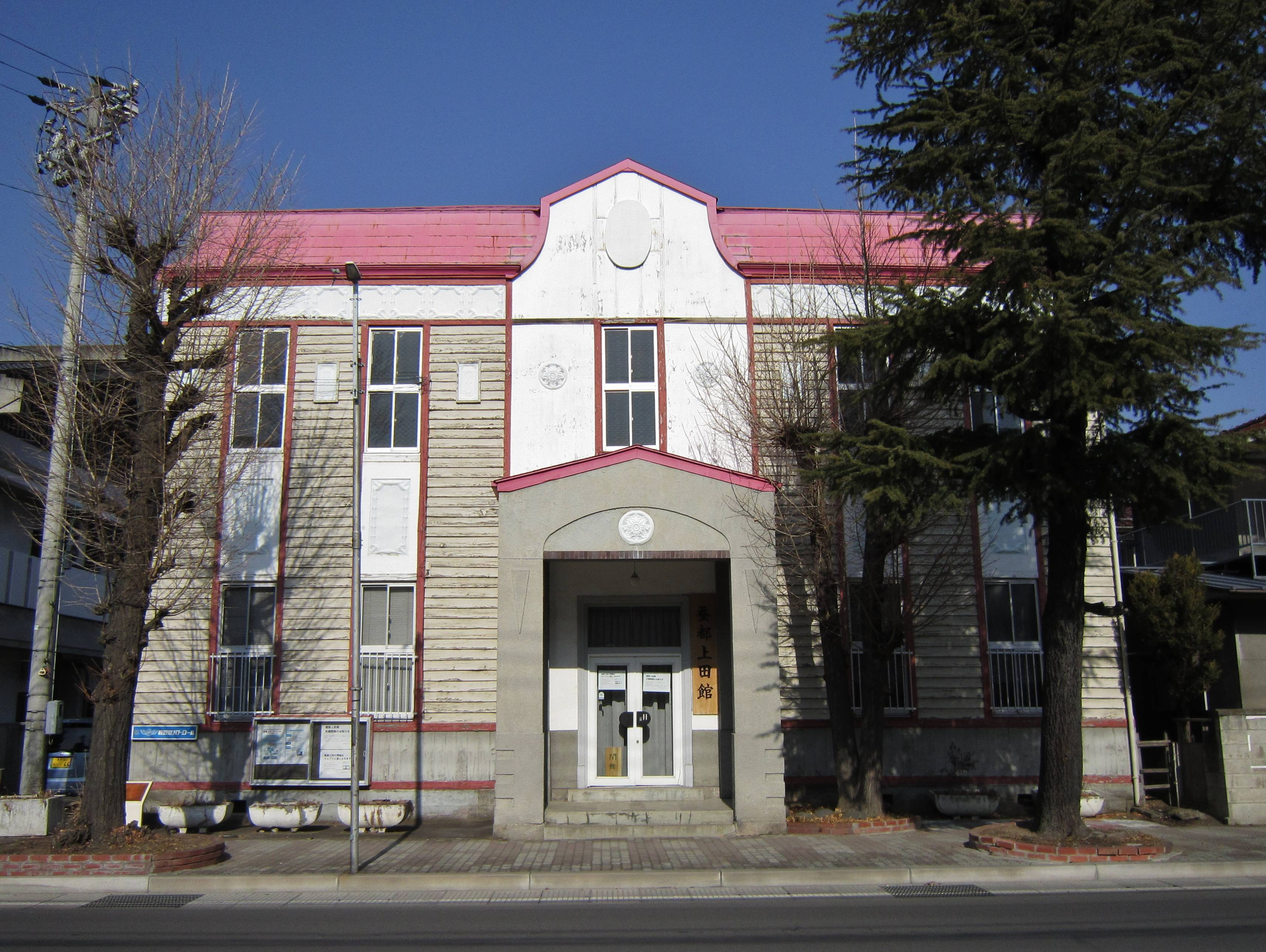
蚕都上田と名の付く交流施設（現在は閉館）蚕都上田館

信州上田の塩尻村（現・長野県上田市）は広い耕地に恵まれず、農民は貧しかった。
当地を治める上田藩主は桑を栽培するよう勧めた。百姓らは貧しさから抜け出す策を講じたが、蚕の繭よりも蚕種こそ付加価値が高いと悟り、蚕が卵を産み付けた分厚い和紙「たね紙」を作り、それを甲州・武州・上州の得意先で、富山の薬売りに似たセールス手法で売り歩いたという。
たね紙を売るたね屋の一人、清水金左衛門は、自筆の養蚕指導書「養蚕教弘録」をたね場で渡し販売促進をした。この「養蚕教弘録」は改訂の手法の特徴性から、日本出版学会や大学からも注目を浴びた。
また、幕末から明治にかけ横浜港は生糸の輸出本拠地として栄えていた。金左衛門は横浜港よりの輸出事業にも尽力し、翻訳された「養蚕教弘録」はフランスに渡り、部分的にイタリアの養蚕紙にも掲載された。
長野県は全国一の蚕糸県と呼ばれており、特に上田は蚕種業ではトップクラスを誇っていた。塩尻の養種農家は一番多いときで145軒あった。

### 京都府綾部市

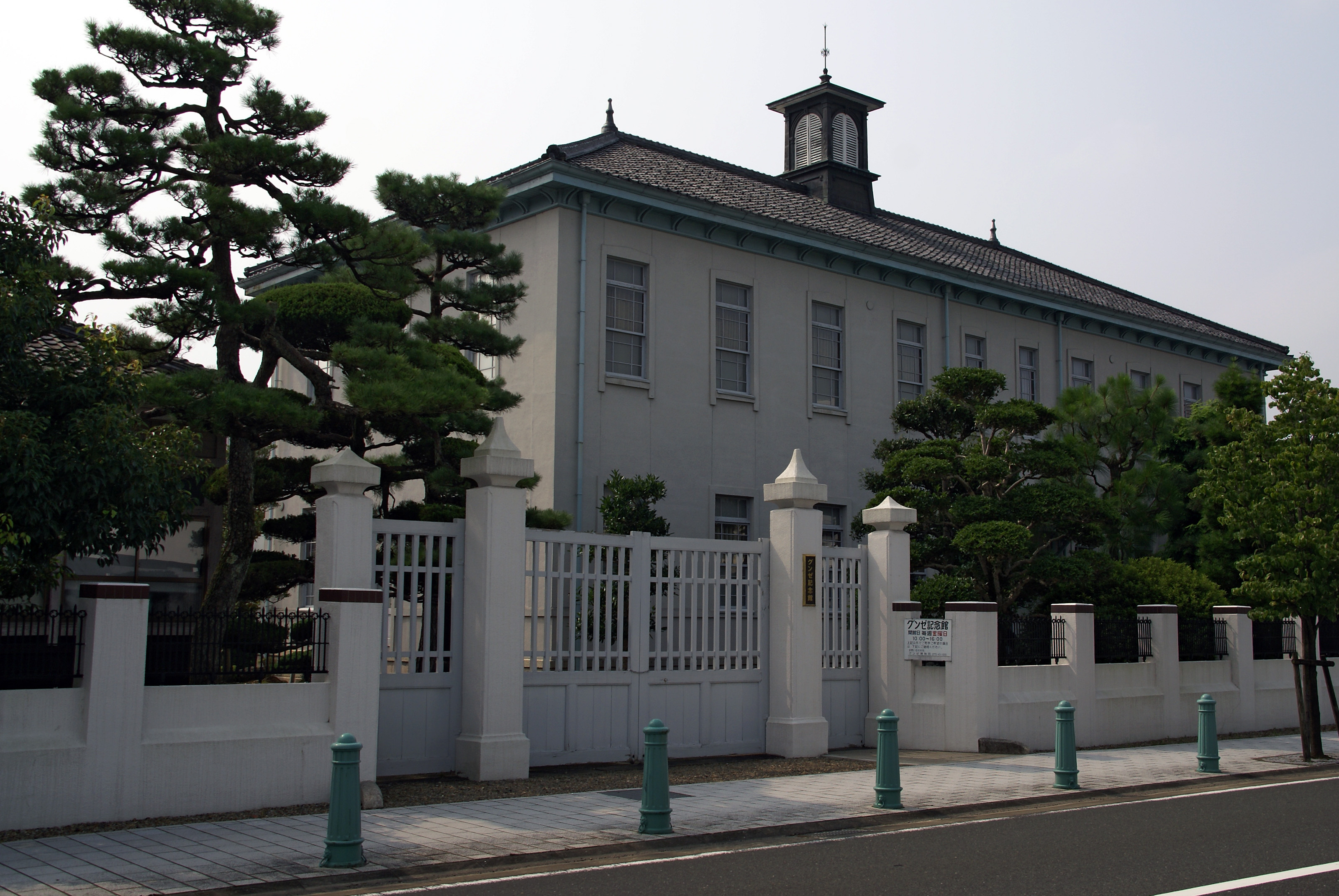
グンゼ記念館

何鹿郡綾部町（現・京都府綾部市）における「蚕都」の呼称は、城丹蚕業講習所創立20周年ならびに農商務省蚕業試験場綾部支所開所記念に際し、1913年（大正2年）10月に地方紙「何鹿実業月報」の論説に次のように評されたのがきっかけとされる。
大正2年(1913年）、綾部製糸株式会社設立。大正末期には資本金450万、釜数1100の関西でも有数の大製糸会社へと成長した。郡是製絲株式会社（現グンゼ株式会社)と敷地が隣接していたこともあり、両社競い合って発展した。
1918年（大正7年）には「蚕都新聞」が発刊され、蚕都という名称は一般に定着した。さらに皇室や国策としての蚕糸業との結びつきが精神的な支柱となり、翌1919年（大正8年）には、何鹿郡の産繭量は1897年（明治30年）と比較して、5倍となり、京都府内の産繭量の24パーセントを占めるまでになった。農商務省や京都府の蚕業の各試験場や組合など公的機関も設置された。綾部町の人口は1892年（明治25年）の郡是設立前の4,626人と比較して1925年（大正14年）には11,829人と2.5倍増え、人口増加に伴う地域のインフラの整備が進んだ。
郡是製絲は皇后の行啓を控えて本社事務所を新築し、のちの「グンゼ記念館」として、2階の御座所は栄誉室として行啓時の状態で、現在も残っている。
郡是製絲の創設者の波多野鶴吉は蚕の一代交雑種にいち早く注目し、1911年（明治44年）蚕糸業法が制定される際、政府が設けた中央種繭審議会の委員に任命され、委員のメンバーとして一代雑種品種の普及の取り組みに尽力した。
一代交雑種品種は1914年（大正3年）、実用蚕種として配布が開始された。一代交雑種品種は政府の組織的指導もあって瞬く間に全国へと普及した。1923年（大正12年）には農家で飼育される品種の97％が一代交雑種品種となったという。
郡是製絲では1914年に福島県産の赤熟（在来種）と中国種を掛け合わせた一代交雑種品種の製造に着手。1919年（大正8年）頃には、中国種と欧州種を掛け合わせた一代交雑種品種「郡是黄×S号」の開発に成功し、養蚕組合を通じて養蚕農家に提供された。
綾部とその周辺の丹波・丹後地方では一代交雑種品種が在来種に変わり主流になったとされる。一代交雑種品種によって均質な繭の生産が可能になった。こうして、日本の蚕糸業は画期的な発展を遂げたとされる。

## 蚕都の養蚕文化の継承
福島県伊達地方は養蚕の衰退と共に桑畑は果樹地帯へと移り変わり、最盛期の江戸時代には3000軒あったとされるたね屋は、わずか1軒となった。たね屋は全国でも数か所しか存在しない。現在でもたね屋を営む9代目は、以前よりは活気こそ薄れたものの、バイオ分野や高機能シルクの開発などを蚕業革命と見なし、期待を寄せているという。1973年（昭和48年）以降、町史編纂により、当時の伊達市各旧町で、養蚕に関する用具が集められたがそのまま放置されていた。伊達市誕生に伴い、廃棄されてしまうのではとの危機感を抱いた住民有志が養蚕用具の整理活動を展開。それが教育委員会の目に留まり、国の登録文化財にすべく調査が実施され、2008年（平成20年）、伊達の養蚕用具は国登録有形民俗文化財に登録された。さらに2019年（平成31年）には、「伊達の養蚕製造および養蚕製糸関連用具」として国重要有形民俗文化財に指定された。
長野県上田市では蚕都上田プロジェクトを2008年（平成20年）に発足。住民有志と大学の連携などを図り、展示会やシンポジウム、蚕の学習に力を入れている。
京都府立丹後郷土資料館では2019年（令和元年）11月30日 - 2020年（令和2年）1月19日にかつて蚕都と称された綾部を中心とした丹波・丹後の養蚕業と、その暮らしならびに技術について紹介する「蚕業遺産×ミュージアム」と題した特別展を開催。その特別展終了後に京都府福知山市の市民を中心として養蚕文化を次世代に伝える活動を行う、蚕業遺産研究会が発足した。